# Windows Live
Windows Live（ウィンドウズ ライブ）は、マイクロソフトがWindows用ソフトウェアとWebサービスおよびそれらの共通IDに使用していたブランド名。
2005年11月1日に発表され、多くのソフトウェアとWebサービスを提供していたが、2012年5月2日にマイクロソフトはこのブランド名（Windows Live）を消滅させる計画であることを公表した。その後数か月かけて各製品とサービスの、名称変更および廃止や置き換えを実施した。例えば、Windows Live IDはMicrosoft アカウントに名称が変更された。

## 概要
ユーザーの意志で画面をカスタマイズできる検索システムのほかに、電子メールやインスタントメッセンジャーなどのサービスも用意されていた。傍目にはMSNのブランド名を変更したものとも思えるが、マイクロソフトはMSNとはコンセプトの違う別のポータルサービス（クラウドサービス）と位置づけて、並存させた。ほとんどのサービスが無料であるが、Windows Live Hotmail PlusやWindows Live OneCareなど有料のサービスも存在した。

## Windows Liveの製品一覧
Windows Liveには、以下のサービスがあったが、前述のようにこの多くはサービスが終了しているか新たな名称に変更されている。
- Windows Live.com
- Windows Live Alerts （2010年9月30日サービス終了）
- Windows Live Betas （2008年9月17日サービスを終了）
- Windows Live Core
- Windows Live Essentials （2017年1月10日サポート終了、旧：Windows Live おすすめパック、現：Windows Essentials）
  - Windows Live ムービーメーカー
  - Windows Live フォト ギャラリー
  - Windows Live Writer
  - Windows Live メール
  - Windows Live ファミリー セーフティ
  - OneDrive デスクトップ アプリ
  - Windows Live Mesh（2013年2月13日サービス終了、旧：Windows Live Sync）
  - Windows Live Toolbar （現：Bingバー）
  - Windows Live メッセンジャー （2013年4月8日サービス終了）
  - Messenger Companion
  - Outlook Connector Pack
- Windows Live Expo
- Windows Live Favorites
- Windows Live Gallery
- Windows Live Home
- Windows Live Hotmail（現：Outlook.com）
- Windows Live ID（現：Microsoft アカウント）
- Windows Live Maps（現：Bing Maps）
- Windows Live OneCare
- Windows Live OneCare PC セーフティ（現：Microsoft Safety Scanner）
- Windows Live Search（現：Microsoft Bing）
- Windows Live Search Books
- Windows Live Shopping（現：Bing shopping）
- Windows Live SkyDrive（旧：Windows Live Folders、現：Microsoft OneDrive）
- Windows Live Spaces
- Windows Live Translator（現：Bing翻訳）
- Windows Live アドミン センター
- Windows Live アドレス帳（アメリカでの名称はWindows Live Contacts）
- Windows Live カレンダー
- Windows Live グループ
- Windows Live プロフィール
- Windows Live モバイル
- Windows Live 学術論文検索